# Lill-Vammasjön
Lill-Vammasjön är en sjö i Åsele kommun i Lappland och ingår i Gideälvens huvudavrinningsområde. Sjön har en area på 0,159 kvadratkilometer och ligger 434 meter över havet. Lill-Vammasjön ligger i Vammasjön Natura 2000-område. och i naturreservatet Vammasjön

## Delavrinningsområde
Lill-Vammasjön ingår i det delavrinningsområde (712339-160529) som SMHI kallar för Utloppet av Lill-Vammasjön. Medelhöjden är 470 meter över havet och ytan är 0,96 kvadratkilometer. Det finns inga avrinningsområden uppströms utan avrinningsområdet är högsta punkten. Vattendraget som avvattnar avrinningsområdet har biflödesordning 4, vilket innebär att vattnet flödar genom totalt 4 vattendrag innan det når havet efter 164 kilometer. Avrinningsområdet består mestadels av skog (84 procent). Avrinningsområdet har 0,16 kvadratkilometer vattenytor vilket ger det en sjöprocent på 16,4 procent.